# The Ladd Company
The Ladd Company — американская кинокомпания, основанная Аланом Лэддом-младшим, Джеем Кантером и Гаретом Уиганом в 1979 году.
В 1979 году, все трое основателей были руководителями компании 20th Century Fox; Лэдд был президентом. Они объявили о своём намерении покинуть компанию, по истечении срока действия их контрактов в декабре 1980 года, и создать новую продюсерскую компанию, финансируемую Warner Bros. (по имеющимся сведениям, Лэдд ссорился с другими руководителями Fox). Впоследствии, Fox сократила их контракты до срока, истекающего 1 октября 1979 года. На следующий день после истечения срока действия контрактов, трио разместило рекламу недавно названной «Ladd Company», в журналах The Hollywood Reporter и Variety.
Под руководством Warner Bros., The Ladd Company выпустила спортивный исторический фильм Хью Хадсона 1981 года, «Огненные колесницы», который в 1982 году, получил премию «Оскар» за лучший фильм. Среди других фильмов, созданных этой компанией, были космический вестерн Питера Хайамса, «Чужбина» и неонуар Лоуренса Кэздана, «Жар тела» (оба 1981 года), культовый научно-фантастический фильм Ридли Скотта 1982 года, «Бегущий по лезвию», эпическая лента Филипа Кауфмана 1983 года, о космической гонке, «Парни что надо», и первые два фильма «Полицейской академии».
«Полицейская академия» оказалась очень прибыльной. Однако доходы от успехов компании, не перевесили кассовых провалов «Парней что надо», американской версии криминального фильма Серджо Леоне 1984 года, «Однажды в Америке» и полнометражного приключенческого фэнтезийного мультфильма Джона Корти и Чарльза Свенсона 1983 года, «Дважды много лет назад» (совместное производство с Korty Films и Lucasfilm). 18 апреля 1984 года, Алан Лэдд-младший и Warner Bros. расстались, хотя у первого оставалось ещё три года, по контракту со студией.
В ходе непродолжительного сотрудничества с Paramount Pictures, в 1995 году, компания выпустила два фильма: комедию Бетти Томас, «Фильм о семейке Брейди» и ещё один фильм, получивший премию «Оскар» в категории «Лучший фильм», эпический исторический военный фильм «Храброе сердце», снятый Мелом Гибсоном.
Последними фильмами The Ladd Company, стали: драма Лассе Халльстрёма 2005 года, «Незаконченная жизнь» и нео-нуарный криминальный триллер Бена Аффлека 2007 года, «Прощай, детка, прощай», оба фильма были выпущены компанией Miramax Films.
Сооснователь компании Гарет Уиган, умер от рака, у себя дома в Лос-Анджелесе, Калифорния, 13 февраля 2010 года, в возрасте 78 лет. Главный основатель компании, Алан Лэдд-младший, умер от почечной недостаточности, у себя дома в Лос-Анджелесе, Калифорния, 2 марта 2022 года, в возрасте 84 лет. Последний оставшийся в живых, сооснователь компании Джей Кантер, умер у себя дома в Беверли-Хиллз, Калифорния, 6 августа 2024 года, в возрасте 97 лет.